# Відносини Андорри і Франції
Стосунки Андорри — Франції — це двосторонні відносини між Андоррою та Французькою Республікою. Обидві країни є членами Ради Європи, Міжнародної організації франкофонії та ООН.
Протяжність державного кордону між країнами становить 55 км.

## Історія
Андорра та Франція мають незвичайні і достатньо довготривалі стосунки. Андорра була створена Карлом Великим як буферна держава між Францією та Омеядським завоюванням Іспанії. У 1278 р., згідно умов угоди про «проживання», Андорра прийняла спільну вірність французькому та іспанському принцу після суперечок між французькими спадкоємцями Дім Фуа та іспанськими єпископами Урхельськими. Понад 700 років Андоррою спільно керували лідер Франції та іспанський єпископ Урхельський. У 1607 р. французький королівський едикт встановлює французького главу держави та єпископа Урхельського співпринцами. У 1936 р. під час громадянської війни в Іспанії, Франція направила війська для захисту Андорри від переливу громадянської війни. Під час Другої світової війни Андорра стала важливим контрабандним шляхом із Віші (Франція) в нейтральну Іспанію.
Офіційні дипломатичні відносини між Андоррою та Францією були встановлені після підписання спільного Договору про добросусідство, дружбу та співробітництво між Андоррою, Францією та Іспанією. Після того, як Андорра прийняла нову конституцію, встановивши її як парламентську демократію, президент Франції виступає співпринцем (поряд із іспанським єпископом Урхельским) в Андоррі. У 1993 році Франція відкрила резиденцію в Андоррі-ла-Велья. У жовтні 1967 р. президент Франції (та співпринц) Шарль де Голль відвідав Андорру. Це був перший візит президента Франції до князівства. Наступний візит президента де Голля відбувся у 1969 р. та з того часу відбулося кілька двосторонніх візитів між лідерами обох країн.
Французькі громадяни — друга за величиною нація, яка відвідує Андорру з туристичними цілями (після Іспанії). Французькі громадяни також є третіми за кількістю іноземними резидентами в Андоррі з 3000 громадянами Франції, які проживають в Андоррі.

## Двосторонні угоди
Обидві країни підписали декілька двосторонніх угод, а саме:
- Договір про добрих сусідів, дружбу та співробітництво (1993);
- Угоди про розмежування кордону та спільне управління водними ресурсами (2012 р.);
- Угода про технічне співробітництво та взаємодопомогу в цивільному захисті (2014 р.)
- Угода про транскордонне співробітництво між поліцією та митною службою (2014 р.)
- Угода про підвищення життєздатності доріг 20, 230 та 22 р. між Тарасконі-сюр-Ар'єж та кордоном з Андоррою (2017 р.).

## Торгівля
Франція є другим найбільшим торговим партнером Андорри (після Іспанії). У 2016 році Франція забезпечила 15 % імпорту Андорри і отримала 15 % її експорту. Основний експорт Андорри до Франції включає: тютюн та меблі. Експорт Франції до Андорри складається з багатьох основних людських потреб, харчових продуктів, електроенергії та палива. Кілька французьких транснаціональних компаній розташовуються та працюють в Андоррі.

## Постійні дипломатичні представництва
- Андорра має посольство в Парижі.[6]
- У Франції є посольство в Андоррі-ла-Велья.[7]